# العباس بن عبد الله
العباس بن عبد الله بن معبد بن العباس بن عبد المطلب  (عباس الثالث)، كان أميرا على مكة والمدينة المنورة في الفترة من 136 هـ حتى 137 هـ من قبل العباسيين.